# 후리구

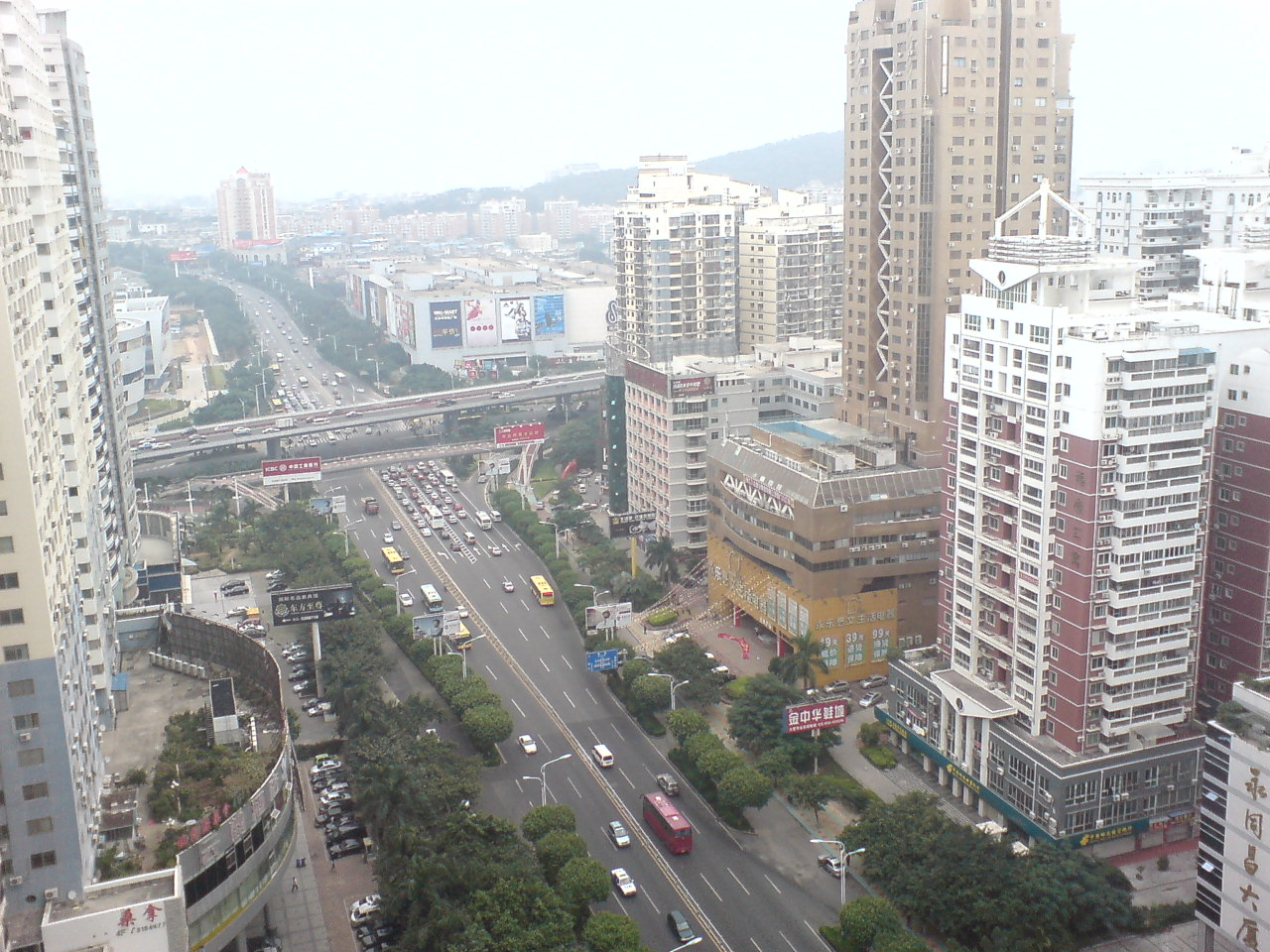

후리구(한국어: 호리구, 중국어: 湖里區, 병음: Húlì Qū)는 중화인민공화국 푸젠성 샤먼시의 현급 행정구역이다. 샤먼섬의 북쪽에 위치하며 삼면이 바다와 접한다. 샤먼 특별경제구의 심장부로 1987년 11월에 설치되었다. 넓이는 61km2로 섬 전체의 46.33%를 차지하고, 인구는 2007년 기준으로 190,000명이다. 후리구는 샤먼의 상업, 과학, 교육, 스포츠, 관광, 문화의 중심지이다.

## 기후
연평균 기온은 20.5°C이고 연평균 강수량은 1411mm이다.

## 경제
후리구의 2002년 GDP는 35억 6100만 위안이었고 경제활동의 총량은 71억 2700만 위안이었다. 도시의 1인당 가처분 소득은 8250위안(1208달러)이었다.

## 인프라
후리구는 가오치 국제공항과 지역 도로망, 도시 통신망과 상수도, 전기, 가스와 하수 처리 시스템과 같은 아주 현대적이고 발전된 도시 기반 시설을 갖추고 있다. 후리구의 북쪽 해안은 심수항을 자랑한다.

## 행정 구역
5개 가도를 관할한다.
- 가도: 김산 가도(金山街道), 호리 가도(湖里街道), 전전 가도(殿前街道), 화산 가도(禾山街道), 강두 가도(江頭街道).